# Feuguerolles-Bully
Feuguerolles-Bully – miejscowość i gmina we Francji, w regionie Normandia, w departamencie Calvados.
Według danych na rok 1990 gminę zamieszkiwało 1105 osób, a gęstość zaludnienia wynosiła 135 osób/km² (wśród 1815 gmin Dolnej Normandii Feuguerolles-Bully plasuje się na 205. miejscu pod względem liczby ludności, natomiast pod względem powierzchni na miejscu 635.).